# 秋山虔
秋山 虔（あきやま けん、1924年1月13日 - 2015年11月18日）は、日本の文学者。専門は、国文学・中古文学。東京大学名誉教授。紫綬褒章受章。日本学士院会員、文化功労者。勲二等瑞宝章受章。
国士舘短期大学助教授、東洋大学助教授、東京大学文学部教授、東京女子大学教授、駒沢女子大学教授、紫式部学会会長などを歴任した。

## 概要
岡山県出身の国文学者であり、主として中古文学を専攻した。『源氏物語』の成立論をはじめ、構造論、人物論、さらには作者である紫式部に関する作家論など、多彩な方法論を展開した。その結果、『源氏物語』研究の指導的存在となり、学界に大きな影響を与えた。また、平安時代の和歌をはじめ、物語、説話文学、さらには漢文学に至るまで、作品成立時の社会的環境の下での作者の心理、意識、表現などを解明した。国士舘短期大学、東洋大学、東京大学、東京女子大学、駒沢女子大学などで教鞭を執り、多数の後進を育成した。

## 来歴

### 生い立ち
岡山県出身。1941年、東京府立第六中学校（現・東京都立新宿高等学校）卒業。旧制第三高等学校卒業。東京帝国大学国文科卒業。旧制第三高等学校時代の同級生に、後の作家隆慶一郎がいた。

### 研究者として
1953年、国士舘短期大学助教授。1954年、東洋大学助教授。1957年、東京大学文学部助教授。1969年教授。1984年定年退官。名誉教授、東京女子大学教授。1993年、駒沢女子大学教授。1999年退職。1989年、紫綬褒章受章。2000年、日本学士院会員。2001年、文化功労者、勲二等瑞宝章叙勲。2015年11月18日、肺炎のため91歳で死去。

## 研究
『源氏物語』の研究で知られる。校訂、事典、入門書の編纂多数。2006年には「源氏物語千年紀」のよびかけ人となり、「古典の日」推進呼びかけ人に名を連ねた。また1996年には、皇居での講書始の進講者を務め、2001年の愛子内親王の命名時に勘申者を務めた。

## 著書
- 『評釈国文学大系 第3 源氏物語』河出書房 1955
- 『蜻蛉日記』弘文堂 1956 アテネ文庫 古典解説シリーズ
- 『源氏物語・更級日記』さ・え・ら書房 私たちの日本古典文学 1958
- 『源氏物語の解釈と問題研究』山田書院 1959
- 『宇津保物語・落窪物語・堤中納言物語』さ・え・ら書房 私たちの日本古典文学 1963
- 『源氏物語の世界 その方法と達成』東京大学出版会 1964
- 『王朝女流文学の形成』塙書房 1967
- 『源氏物語』岩波新書 1968
- 『考究日本古典』新塔社 1970
- 『源氏物語 若い人への古典案内』社会思想社・現代教養文庫 1971、のち新版
- 『王朝女流文学の世界』東京大学出版会 1972
- 『紫式部 宿業を生きた王朝の物語作家』平凡社 1979（日本を創った人びと）
- 『王朝の文学空間』東京大学出版会 1984
- 『王朝の歌人 伊勢』集英社 1985／『伊勢』ちくま学芸文庫 1994
- 『源氏物語の女性たち』小学館 1987、同ライブラリー 1991
- 『古典をどう読むか 日本を学ぶための『名著』12章』笠間書院 2005
- 『源氏物語の論』笠間書院 2011
- 『平安文学の論』笠間書院 2011

## 共編著
- 『源氏物語必携』学燈社 1967
- 『日本文学の歴史 第3巻 宮廷サロンと才女』山中裕共編 角川書店 1967
- 『中世文学の研究』東京大学出版会 1972
- 『源氏物語の研究』東京大学出版会 1974
- 『日本古典文学史の基礎知識 文学的伝統の理解のために』神保五弥、佐竹昭広共編 有斐閣 1975
- 『日本文学史 2　中古の文学』藤平春男共編 有斐閣選書 1976
- 『源氏物語』至文堂 1978 講座日本文学
- 『日本文学全史 2 中古』学燈社 1978
- 『鑑賞日本の古典 3 古今和歌集/王朝秀歌選』久保田淳共編 尚学図書 1982。前者を担当
- 『王朝文学史』東京大学出版会 1984
- 『標準日本文学史』三好行雄共編著 文英堂 1985 シグマベスト
- 『源氏物語必携 2』学燈社 1986
- 『和文古典 2 王朝の文学』編著 放送大学 1986
- 『日本古典読本』桑名靖治・鈴木日出男共編 筑摩書房 1988
- 『王朝女流日記必携 蜻蛉日記/和泉式部日記/紫式部日記/更級日記』学燈社 1989
- 『源氏物語事典』学燈社 1989
- 『源氏物語図典』小町谷照彦共編 小学館 1997
- 『新・源氏物語必携』学燈社 1997
- 『源氏物語を行く』中田昭写真、小学館 1998
- 『源氏物語必携事典』室伏信助共編 角川書店 1998
- 『王朝語辞典』東京大学出版会 2000
- 『三省堂詳説古語辞典』渡辺実共編 三省堂 2000
- 『源氏物語を読み解く』三田村雅子共著 小学館 2003
- 『紫式部日記の新研究 表現の世界を考える』福家俊幸共編 新典社 2008
- 『平安文学史論考 武蔵野書院創立90周年記念論集』武蔵野書院 2009
- 『源氏物語大辞典』室伏信助共編 角川学芸出版 2011

## 校訂など
- 『校註源氏物語玉鬘』武蔵野書院 1952
- 『平中物語』「日本古典文学全集」現代語訳 第13巻 河出書房 1954
- 『紫式部日記』池田亀鑑共校注「日本古典文学大系」岩波書店 1958、岩波文庫 1964
- 『紫日記 松平文庫本』古典文庫 1965
- 『中古文学選 物語編』増淵恒吉、三谷栄一共編 有精堂出版 1968 新集日本文学叢刊
- 『中古文学選 和歌・日記・随筆篇』藤平春男共編 有精堂出版 1968 新集日本文学叢刊
- 『日本古典文学全集 源氏物語』全6巻、阿部秋生、今井源衛共校注・訳 小学館 1970-1976、のち新版
- 源信『往生要集』 土田直鎮・川崎庸之共訳（現代語訳）
  - 「日本の名著4」中央公論社 1972、新版・中公バックス／講談社学術文庫 2018
- 藤岡作太郎『国文学全史 平安朝篇』全2巻 共校注 平凡社東洋文庫 1971-1974、ワイド版2004
- 『源氏物語 尾州家河内本』池田利夫共編 武蔵野書院 1977-1978
- 『更級日記 新潮日本古典集成』校注 新潮社 1980、新版2017
- 『源氏物語』学燈社・現代語訳学燈文庫 1982
- 『伊勢物語　新日本古典文学大系』校注 岩波書店 1997

## 栄典
- 紫綬褒章
- 文化功労者
- 勲二等瑞宝章